# Debito
In diritto è detto debito l'obbligo giuridico di eseguire, da parte di un soggetto detto debitore, una determinata prestazione, suscettibile di valutazione economica, a favore di un altro soggetto determinato detto creditore. Inteso in senso soggettivo il debito rientra nella più ampia categoria del dovere giuridico e si distingue dunque dalla facoltà la quale lascia alla volontà libera scelta, non ponendole esigenze di sorta. Il diritto soggettivo correlato al debito è detto credito.

## Descrizione
Esistono diverse tipologie di debito:
- Debito pubblico: è l'ammontare delle passività assunte dallo Stato attraverso gli atti della pubblica amministrazione.
- Debito estero: quota di debito che i cittadini o gli enti di un paese contraggono verso soggetti, sia pubblici che privati, appartenenti ad altri Paesi.
- Debito pro capite: è il debito totale emesso da un'autorità pubblica diviso per la popolazione residente.
- Debito a breve termine: debito che sarà rimborsato entro l'anno. Tali debiti sono annotati a bilancio tra le passività correnti.
- Debito corrente: si tratta di titoli che rappresentano l'indebitamento, per esigenze di carattere operativo di un'azienda o di un'autorità pubblica, di solito rinnovati man mano che raggiungono la scadenza. Durano solitamente tra i sei mesi e i cinque anni.
- Debito garantito: è un debito assistito da determinate garanzie del debitore o di terzi.
- Debito non garantito: si tratta di un debito non assistito da alcuna garanzia particolare.
- Debito privilegiato: debito che in caso di insolvenza di un'impresa viene rimborsato in via prioritaria.
- Debito subordinato: è un tipo particolare di debito, che in caso di insolvenza di un'impresa, deve essere rimborsato in via subordinata rispetto ai debiti senior che sono privilegiati.

Finanziariamente il debito è utilizzato come leva finanziaria per accrescere la profittabilità delle imprese qualora sia positivo lo spread fra tassi attivi e passivi, ovvero fra redditività dell'attivo netto (misura della redditività dell'investimento produttivo) e oneri finanziari. Nei libri di finanza si indica un rapporto Debiti/Equity che dovrebbe essere al massimo pari a 1, pena la perdita di fatto dell'autonomia economica e gestionale per i diritti vantati da terzi sull'impresa. È prassi nel mercato valutare con rating favorevole aziende con debiti pari a 4-5 volte il capitale proprio, talvolta best-in-class nel loro settore. 
La riscossione di un debito è subordinata alla soddisfazione di alcuni requisiti quali pignorabilità del bene, sussistenza del credito, regolarità delle notifiche. I debiti al pari dei crediti possono circolare e circolano attraverso vari meccanismi e istituti (vedi cessione del debito)
I debiti sono denominati nella valuta del paese nel quale l'impresa ha collocato la sua sede legale, indipendentemente dalla moneta nella quale il creditore ha erogato il prestito. Pertanto, dai bilanci delle aziende non è evidenziato il rischio di cambio al quale l'azienda potrebbe essere esposta.
Il ricorso al debito è una pratica molto diffusa in economia, specie da parte di famiglie (es. mutui) e imprese che non disponendo di liquidità sufficiente necessitano comunque di promuovere i propri investimenti per aumentare il proprio grado di competitività sul mercato (es. investimenti in determinati progetti finanziari o in ricerca e sviluppo), tipicamente richiedendo denaro dagli istituti di credito.